# Hans Purrmann

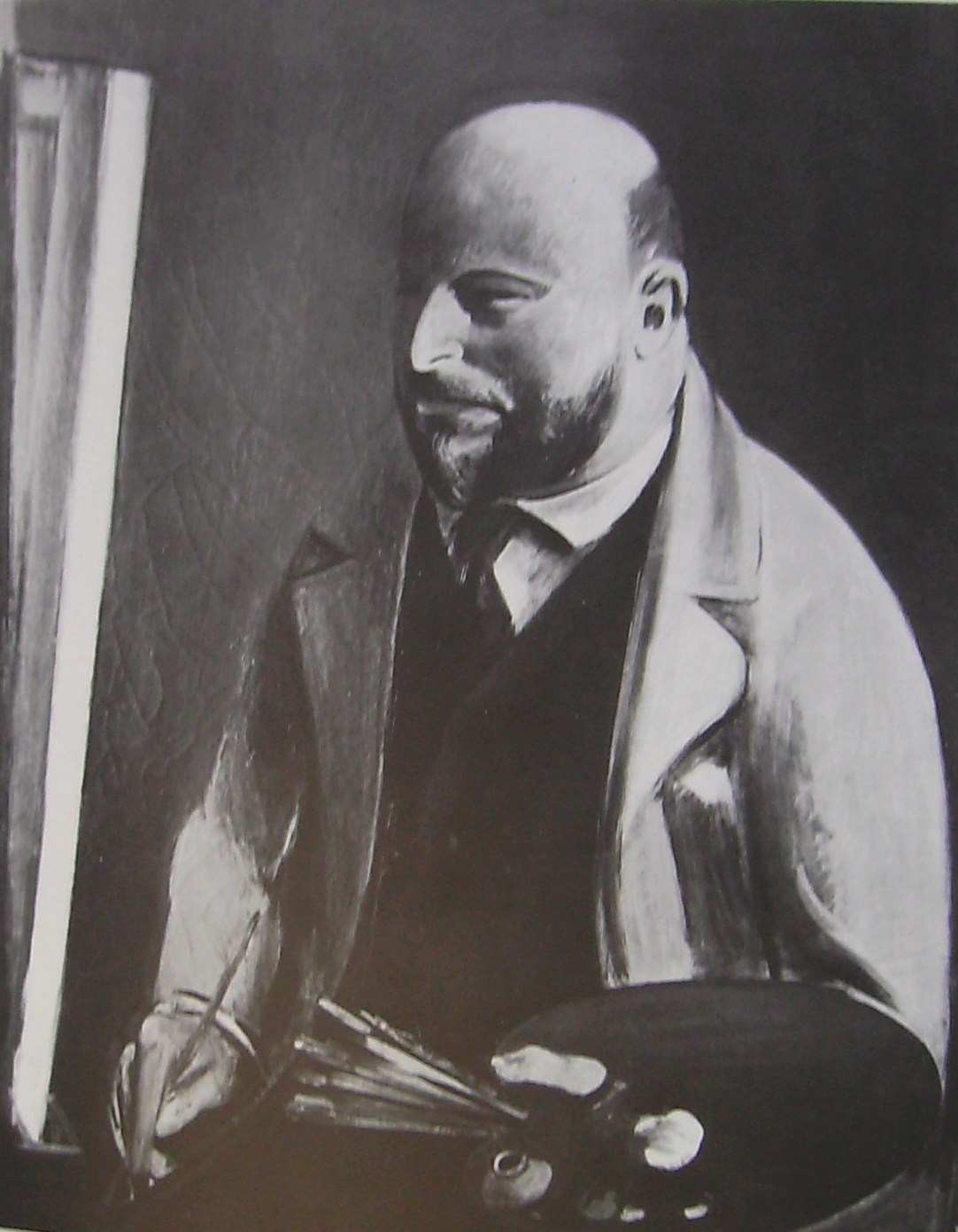
Porträt Hans Purrmann, Öl, von Rudolf Levy, 1931

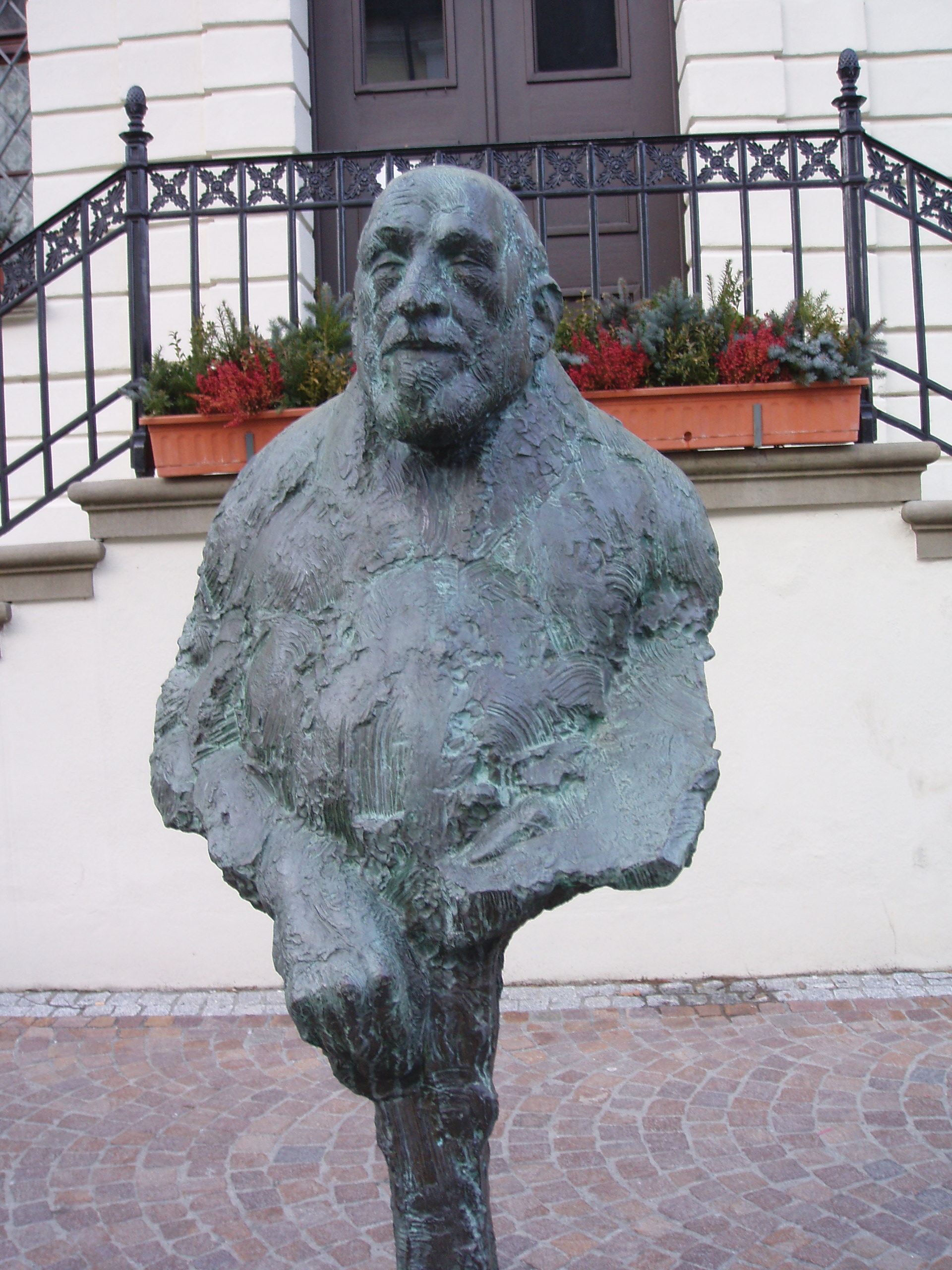
Porträtstele Hans Purrmann, von Wieland Förster, 1980

Hans Marsilius Purrmann (* 10. April 1880 in Speyer; † 17. April 1966 in Basel) war ein deutscher Maler, Grafiker, Kunstschriftsteller und Sammler. Er lebte und arbeitete in München, Paris, Berlin, Langenargen, Florenz und Montagnola im Tessin. Purrmann fand als Schüler und Freund von Henri Matisse in Paris seine eigene, vom Expressionismus unberührte malerische Form. Er schuf Stillleben, Akte, Porträts und meist südlich-lichterfüllte Landschaftsgemälde. Sein Werk besteht aus fast 1400 Ölgemälden, über 400 Aquarellen, über 1200 Zeichnungen, zahlreichen Grafiken und vier Plastiken. Er war der Ehemann der Malerin Mathilde Vollmoeller-Purrmann.

## Stationen seines Lebens

### Speyer und München
Nach Abschluss der Volksschule erlernte Purrmann im väterlichen Betrieb das Malerhandwerk, das ihn jedoch nicht zufriedenstellte. Bald besuchte er die Kunstgewerbeschule in Karlsruhe; ab 1897 studierte er an der Akademie der Bildenden Künste München. Durch seinen Lehrer Franz von Stuck erhielt er die erste akademische Kunstausbildung. Er lernte dort unter anderen Eugen von Kahler, Paul Klee, Wassily Kandinsky und Albert Weisgerber kennen. Mit dem letzteren verband ihn eine herzliche Freundschaft.
Das angesehene elterliche Malergeschäft führte sein jüngerer Bruder Heinrich Christian (1881–1943) zusammen mit seiner Frau Elisabeth Josefine Edle von Walck (1888–1969) und dem gemeinsamen Sohn weiter.

### Paris

Albert Weisgerber, Hans Purrmann und Henri Matisse in München 1910

1905 ging Purrmann für ein halbes Jahr nach Berlin, angezogen besonders von Max Liebermann und Max Slevogt. Auf Vorschlag Liebermanns wurde er in die Berliner Secession aufgenommen; fortan vertrat der Galerist Paul Cassirer sein Werk. Trotz dieser Erfolge zog es ihn 1906 nach Paris, wo er im Café du Dôme seinen Freund Weisgerber und Rudolf Levy traf, aber auch neue Freunde, darunter Oskar und Margarethe Moll sowie den späteren Bundespräsidenten Theodor Heuss, kennenlernte.
Purrmann gehörte zum Kreis der „Domiers“, so genannt nach ihrem Stamm-Café du Dôme, gruppiert um den Kunstmäzen Wilhelm Uhde.

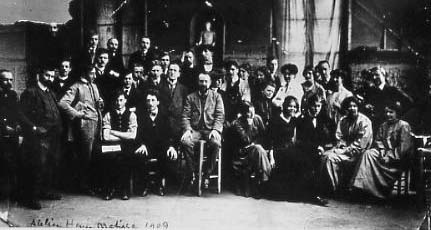
Matisse und seine Studenten im Atelier, 1909

Im Haus Gertrude Steins machte er die Bekanntschaft mit Pablo Picasso und Henri Matisse. Mit diesem baute er die „Académie Matisse“ auf: Matisse als Lehrer, Purrmann als „massier“ (Obmann), zuständig für Organisation und Verwaltung. Durch Matisse erhielt Purrmann seine endgültige „formation“ (Ausbildung), er fand zu seinem persönlichen Stil, der die Anregungen von Matisse, Paul Cézanne und Pierre-Auguste Renoir erkennen lässt; bis ans Lebensende behielt er in seinen Arbeiten individuelle, charakteristische Züge bei, auch wenn er den Expressionismus, den Kubismus und auch die abstrakte Malerei intensiv studierte und zur Kenntnis nahm.

### Berlin, Langenargen und Rom

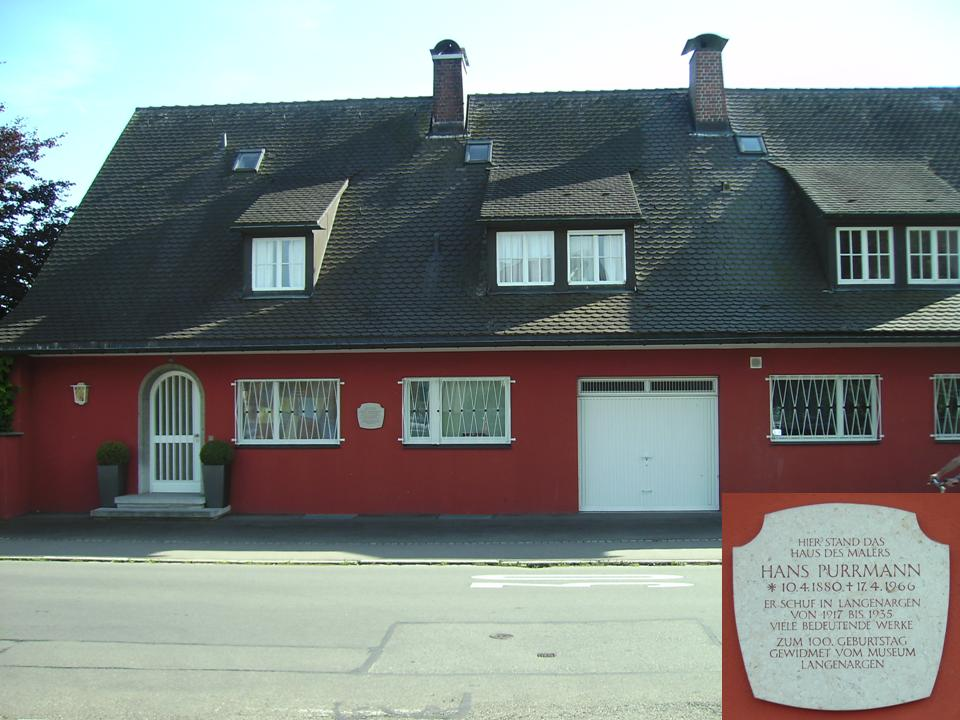
An dieser Stelle in Langenargen stand das Purrmann-Haus, in dem dieser von 1917 bis 1935 lebte und arbeitete

Nach der Heirat 1912 mit der Malerin Mathilde Vollmoeller und der Hochzeitsreise lebte die Familie Purrmann bis 1914 in Paris. Der Ausbruch des Ersten Weltkrieges verhinderte die Rückreise aus dem Sommerurlaub in Deutschland. Daher lebten sie von 1914 bis 1916 im Unteren Schloss des Unternehmers Robert Vollmöller, Vater von Mathilde Vollmoeller-Purrmann, in Beilstein. Danach nahmen sie bis 1935 ihren Hauptwohnsitz in Berlin. Ab 1921 verbrachten sie die Sommer in Langenargen am Bodensee, wo sie 1919 ein Fischerhaus erworben hatten. Purrmann zog es nach Italien; dorthin führten ihn mehrere Reisen. Von 1923 bis 1928 lebte die Familie in Rom und verbrachte nur die Sommermonate am Bodensee. In dieser Zeit entstanden farbkräftige, lichtdurchflutete Landschaftsbilder.
Nach der Machtergreifung Hitlers wurde Purrmanns Kunst als „entartet“ geächtet, weil er ein „Französling“ sei.

### Florenz
1935 nahm er mit einigen Malerfreunden an der Beerdigung von Max Liebermann teil; dabei wurde er von der Gestapo überwacht. Purrmann musste aus Deutschland fliehen. Freunde verhalfen ihm zur ehrenamtlichen Leitung der Villa Romana in Florenz. Dies war möglich, weil die Villa Romana von einem Verein betrieben wurde, der bis zum Krieg selbstverwaltet und noch nicht gleichgeschaltet war. Es gelang Purrmann, die Villa mit tatkräftiger Mithilfe seiner Frau wieder zu einem Kunstzentrum zu machen, in dem sich zahlreiche Künstler und Kunstinteressierte trafen, die sich wie er im nationalsozialistischen Deutschland nicht halten konnten, darunter Monika Mann, Kasimir Edschmid, Toni Stadler, Werner Gilles und Eduard Bargheer. Purrmann gelang es dank der Hilfe des Vorstands der Villa (Präsident war Carl Goerdeler), in Florenz eine freie Insel der Kunst zu unterhalten. Dies war umso erstaunlicher, als Purrmann 1937 zu den geächteten Künstlern der Ausstellung „Entartete Kunst“ gehört hatte. Bis dahin waren 36 Gemälde Purrmanns aus deutschen Museen beschlagnahmt worden. 
Nachdem seine Frau Mathilde am 17. Juli 1943 nach langer Krankheit in München gestorben war, geriet er in eine tiefe Schaffenskrise. Kurze Zeit später, im Frühherbst 1943, wurde Italien nach dem Sturz Mussolinis von den Deutschen besetzt. Als NS-Verfolger aus Deutschland auftauchten, wurde die Lage für Purrmann schwierig. Schließlich, nach der Verhaftung seines Freundes Rudolf Levy am 12. Dezember 1943, floh Purrmann in die Schweiz.

### Schweiz – Montagnola
Er zog nach Castagnola am Luganersee. 1944 fand Purrmann in der Nähe, in Montagnola/Tessin, eine neue Heimat. Er freundete sich mit dem Dichter Hermann Hesse, der ihm später das Gedicht „Alter Maler in der Werkstatt“ widmete, sowie mit dem Maler Gunter Böhmer an und fand bald darauf in der Gobelinweberin Maria („Mareili“) Geroe-Tobler, der Tante von Böhmers Frau Ursula, eine neue Lebensgefährtin.
Nach Deutschland kehrte Purrmann erst ab 1950 und auch nur zeitweilig zurück. Sein Einfluss auf die geistige und künstlerische Entwicklung Deutschlands in der Nachkriegszeit war dennoch erheblich. Davon zeugen nicht nur seine zahlreichen großen Ausstellungen, sondern noch mehr seine Mitgliedschaft in verschiedenen neu gegründeten Künstlervereinigungen, etwa in der Pfälzischen Sezession und im Deutschen Künstlerbundes (1955 bis 1960 im Vorstand, anschließend bis 1964 im Ehrenvorstand), deren Jurymitglied er jahrelang war. Dabei kam ihm zwar zugute, dass er politisch nicht belastet war. Bedeutsamer war jedoch sein unbestechliches Qualitätsempfinden: Sein Urteil wurde allseits geschätzt, weshalb er in entscheidenden Sitzungen zwischen den Anhängern der gegenständlichen und der abstrakten Malerei zu vermitteln vermochte. Seinem Engagement war es auch zu verdanken, dass die Villa Romana wieder in deutschen Besitz kam.
Seinem eigenen Stil blieb Purrmann bis zuletzt treu: Die in Montagnola und bei seinen Italienaufenthalten entstandenen Landschaftsbilder sind von großer Farbigkeit geprägt und zeugen von sorgfältiger Komposition. Purrmann starb 1966 im Bürgerspital in Basel und fand seine letzte Ruhestätte in Langenargen am Bodensee, an der Seite seiner Frau Mathilde.

## Ikonographie
- Rudolf Levy, Porträt Hans Purrmann, Öl, 1931.
- Charles Crodel: Purrmann die Madonna malend, Öl, Ausstellung Deutscher Künstlerbund 1959; Purrmann zwischen Bildern, Öl auf Holz, (Große Kunstausstellung München 1956), Pinakothek der Moderne München.
- Wieland Förster: Porträtstele Hans Purrmann, 1980.
- Emy Roeder: Porträtbüste Hans Purrmann, 1951

## Familie
1908 lernte Purrmann in Paris die vier Jahre ältere Mathilde Vollmoeller kennen, die fortan großen Einfluss auf ihn ausübte. Sie entstammte einer Textilindustriellen-Familie in Stuttgart, die sich engagiert den sozialen Fragen der Zeit zuwandte und offen für kulturelle Entwicklungen war. Erst nach literarischen und musikalischen Versuchen fand sie zur Malerei und ging 1906 nach Paris, um sich eine Existenz als selbstständige Malerin aufzubauen. 1912 heiratete sie Purrmann in Stuttgart, sie hatten drei gemeinsame Kinder (1912 Christine, 1914 Robert, 1916 Regina). Wie viele andere Frauen in der Kunst stellte sie sich in den Dienst ihrer Familie und ordnete ihr künstlerisches Schaffen dem ihres Ehemanns unter. 1943 starb sie in München an Krebs. Sie wurde in Langenargen beigesetzt.

## Purrmann als Sammler
Hans Purrmann hat zeitlebens Gemälde, Druckgrafiken, Teppiche und Antiquitäten gesammelt, dazu gehörte beispielsweise das Gemälde von Henri Matisse „Goldfisch“ von 1911, heute im MoMA New York. 1963 war in Kaiserslautern seine beachtliche Grafik-Sammlung, in der hauptsächlich französische Künstler vertreten sind, ausgestellt.

## Purrmann als Briefeschreiber
Hans Purrmann war ein sehr intensiver Briefeschreiber. Die Briefe, die sich heute zum größten Teil im Hans Purrmann Archiv in München befinden, sind wichtige Quellen, die Einblicke geben in Purrmanns Vita, die Entstehung seiner Werke, seine Beziehungen zu anderen Persönlichkeiten der Zeitgeschichte sowie ganz allgemein in die Kunst- und Kulturgeschichte bis in die 1960er Jahre. „Briefeschreiben war für Purrmann in der Regel das Fortsetzen von Gesprächen, sein Stil war daher auch mehr an der gesprochenen Rede orientiert.“ Veröffentlicht werden konnten in der Reihe Edition Purrmann Briefe bereits die Briefwechsel Purrmanns mit Hermann Hesse, Wilhelm Wittmann, Mathilde Vollmoeller-Purrmann, Karl Scheffler und Willibald Gänger.

## Eigene Schriften (Auswahl)
Sämtliche Schriften Hans Purrmanns bis 1961 sind gesammelt in:
- Göpel, Erhard und Barbara: Leben und Meinung des Malers Hans Purrmann. Wiesbaden 1961:
  - Aus der Werkstatt Henri Matisses (1922)
  - Van Gogh und wir (1928)
  - Dem sechzigjährigen Max Slevogt (1929)
  - Henri Matisse (1930)
  - Über Henri Matisse (1946)
  - Erinnerungen an meine Studienzeit (1947)
  - Die Einheit des Kunstwerks (1949)
  - Wandel ist der Künste Weg (um 1950; 1958/59 überarbeitet)
  - Erinnerungen an den Maler Rudolf Levy (1951)
  - Kunst ohne Publikum. Offener Brief an einen Pfälzer Maler (1953)
  - Versuch über Cézanne (um 1958/59)
  - Landschaften und Stilleben (1960)
  - Das verlorene Menschenbild (1961)

## Werkverzeichnisse
- Angela Heilmann: Hans Purrmann: Das druckgrafische Werk. Gesamtverzeichnis. Hrsg. Eduard Hindelang Museum Langenargen, 1981.
- Christian Lenz, Felix Billeter: Hans Purrmann. Die Gemälde I: 1895–1934. / Die Gemälde II: 1935–1966. Werkverzeichnis. 2 Bände. München 2004.
- Christian Lenz, Felix Billeter: Hans Purrmann. Werkverzeichnis. Aquarelle und Gouachen. Hatje Cantz Verlag, Ostfildern 2008.
- Hans Purrmann. Handzeichnungen 1895–1966. Werkverzeichnis. Hrsg. von Felix Billeter und Pia Dornacher im Auftrag der Erbengemeinschaft nach Dr. Robert Purrmann unter der Mitarbeit von Juliette Israël und Lisa Kern. Hatje Cantz Verlag, Ostfildern 2014, ISBN 978-3-7757-3680-0.

## Ausstellungen (Auswahl)
- Hans Purrmann, Galerie Paul Cassirer, Berlin 1918
- Hans Purrmann, Gewerbemuseum, Kaiserslautern 1927
- Richard Seewald – Hans Purrmann, Kunstmuseum, Luzern u. a. 1950
- documenta 1, Kassel 1955
- Hans Purrmann, Haus der Kunst, München u. a. 1962/63
- Hans Purrmann: Das graphische Werk, Pfälzische Landesgewerbeanstalt, Kaiserslautern u. a. 1963
- Hans Purrmann 1880–1966: Gemälde, Aquarelle, Zeichnungen, Druckgraphik, Museum Villa Stuck, München 1976/77
- Hans Purrmann (1880–1966) zum 100. Geburtstag, Museum Langenargen 1980
- Hans Purrmann zum 100. Geburtstag, Mittelrheinisches Landesmuseum, Mainz 1980
- Hans Purrmann: Malerei – Graphik – Zeichnungen – Plastik, Akademie der Künste, Berlin (Ost) 1982
- Hans Purrmann: Aquarelle. Kunstverein Speyer / Museum Langenargen 1986
- Der Maler Hans Purrmann, Bundeskanzleramt Bonn u. a. 1987/1988
- Im Licht der Farbe. Hans Purrmann. Stilleben, Akte, Interieurs, Gerhard-Marcks-Haus, Bremen 1995/1996
- Im Raum der Farbe. Hans Purrmann 1880–1966, Historisches Museum der Pfalz, Speyer 1996/1997
- Hans Purrmann 1880–1966: Aquarelle und ausgewählte Leinwände, Museum Lothar Fischer Neumarkt i. d. OPf. 2005/2006
- Hans Purrmann: „Im Kräftespiel der Farben“. Gemälde – Aquarelle. Kunsthalle Tübingen u. a 2006
- Hans Purrmann (1880–1966): Zauber südlichen Lichts, Kunstforum der Berliner Volksbank 2006/2007
- Hans Purrmann. Ein Meister der Farbe: Gemälde, Schriften und Freundschaften, Museo d’Arte Mendrisio 2011
- The Steins collect: Matisse, Picasso and the Parisien Avant-Garde, San Francisco Museum of Modern Art u. a. 2011/2012, S. 465, Pl. 104–106
- Hans Purrmann: Ständige Ausstellung im Museum Langenargen
- Purrmann und der Expressionismus, Buchheim Museum, Bernried am Starnberger See 2017
- Im Dialog mit Hans Purrmann - Kunst der Moderne und Gegenwart in Langenargen, Museum Langenargen 2020–2021[8]
- Hans Purrmann: Ein Leben in Farbe, Kunstforum Hermann Stenner, Bielefeld 2021

## Ehrungen
- 1950: Ehrenbürger der Stadt Speyer
- 1951: Korrespondierendes Mitglied der Bayerischen Akademie der Schönen Künste
- 1955: Berliner Kunstpreis
- 1955: Großes Verdienstkreuz des Verdienstordens der Bundesrepublik Deutschland
- 1955: Pour le Mérite für Wissenschaften und Künste
- 1957: Kunstpreis Rheinland-Pfalz (mit Carl Zuckmayer)
- 1961: Kommandeur des Verdienstordens der Italienischen Republik
- 1961: Stefan-Lochner-Medaille der Stadt Köln
- 1962: Ordre des Arts et des Lettres, Officier
- 1962: Bayerischer Verdienstorden
- 1964: Großes Verdienstkreuz des Verdienstordens der Bundesrepublik Deutschland mit Stern
- 1965: Hans-Purrmann-Preis der Stadt Speyer für Bildende Künstler

In seinem Geburtsort Speyer gibt es die Hans-Purrmann-Allee. Weitere nach ihm benannte Straßen gibt es in Frankenthal (Pfalz), Haßloch, Neuhofen (Pfalz), Schifferstadt, Kandel (Pfalz), Beilstein (Württemberg) (im Neubaugebiet West III) und in Langenargen.

## Institutionen

### Hans Purrmann-Haus, Speyer
Das ehemalige Elternhaus von Hans Purrmann in Speyer, Kleine Greifengasse 14, konnte der Öffentlichkeit 1990 als Museum und Gedenkstätte zu Ehren des Malers übergeben werden. Dort ist mit rund 70 Exponaten (Gemälde, Druckgrafiken, Aquarelle, Plastiken) das Werk Purrmanns repräsentativ vertreten. Sein außergewöhnliches Leben – vom einfachen Tünchergesellen zum Maler von internationaler Bedeutung – wird in Vitrinen dokumentiert. Ein Besuch lässt das Ambiente eines Handwerkerhauses aus der Mitte des vorigen Jahrhunderts erleben. Ebenso werden seit 2001 in einem eigenen Raum Werke seiner Ehefrau, Mathilde Vollmoeller, zugänglich gemacht.
In wechselnden Kabinettausstellungen sind ferner Werke von Künstlern aus dem Freundeskreise Purrmanns oder späterer Künstler zu sehen, die sich mit Purrmann auseinandergesetzt haben.

### Hans Purrmann Archiv, München
Seit 2008 befindet sich das Hans Purrmann Archiv in München. Dort werden Leben und Werk des Künstlers dokumentiert, große Teile der Korrespondenz, Foto- und Pressematerial gesammelt und fortlaufend ergänzt. Zu Echtheitsfragen in Bezug auf das Œuvre Purrmanns oder dessen Leben können hier Auskünfte eingeholt werden.

### Hans-Purrmann-Gymnasium, Speyer
Seit 1967 befindet sich das Hans-Purrmann-Gymnasium in der Otto-Mayer-Straße in Speyer. Im Jahr 2000 erreichte die Schülerzahl des HPG die Marke von 1000. In der Pausenhalle befindet sich eine Skulptur von Hans Purrmann.